# Walter Schachner
Walter Schachner (* 1. února 1957 Leoben) je bývalý rakouský fotbalista hrající na pozici útočníka, později fotbalový trenér.
Začínal v klubu DSV Leoben, v roce 1978 přestoupil do FK Austria Wien, kde vyhrál bundesligu v letech 1979, 1980 a 1981 a ÖFB-Cup 1980. Byl nejlepším ligovým střelcem v letech 1979 a 1980 a v letech 1976, 1978 a 1979 vyhrál hlasování čtenářů Kronen Zeitung o nejlepšího rakouského fotbalistu. Poté odešel do Itálie, kde hrál za AC Cesena (1981–1983), Turín FC (1983–1986), AC Pisa 1909 (1986) a US Avellino (1986–1988). Po návratu do Rakouska působil v klubech SK Sturm Graz, DSV Leoben, Grazer AK, FC Salzburg, VSE St. Pölten, SR Donaufeld, FC Tirol Innsbruck a ASK Kottingbrunn, kariéru ukončil roku 1998 ve druholigovém SK Eintracht Wels.
V národním týmu debutoval roku 1976 a skončil v roce 1994, odehrál 64 mezistátních zápasů a vstřelil v nich 23 branek. Zúčastnil se mistrovství světa ve fotbale 1978, kde skóroval v utkání základní skupiny proti Španělsku, a mistrovství světa ve fotbale 1982, kde se trefil dvakrát, proti Chile a proti Alžírsku.
Od roku 1999 působil jako trenér, Grazer AK dovedl v roce 2004 k zisku jediného mistrovského titulu v historii klubu, později trénoval i TSV 1860 München a FC Admira Wacker Mödling. Také vystupuje jako spolukomentátor televizních fotbalových přenosů.
Během hráčské kariéry byl známý pod přezdívkou Schoko, kterou získal v dětství pro svou zálibu v čokoládových tyčinkách.

## Reference

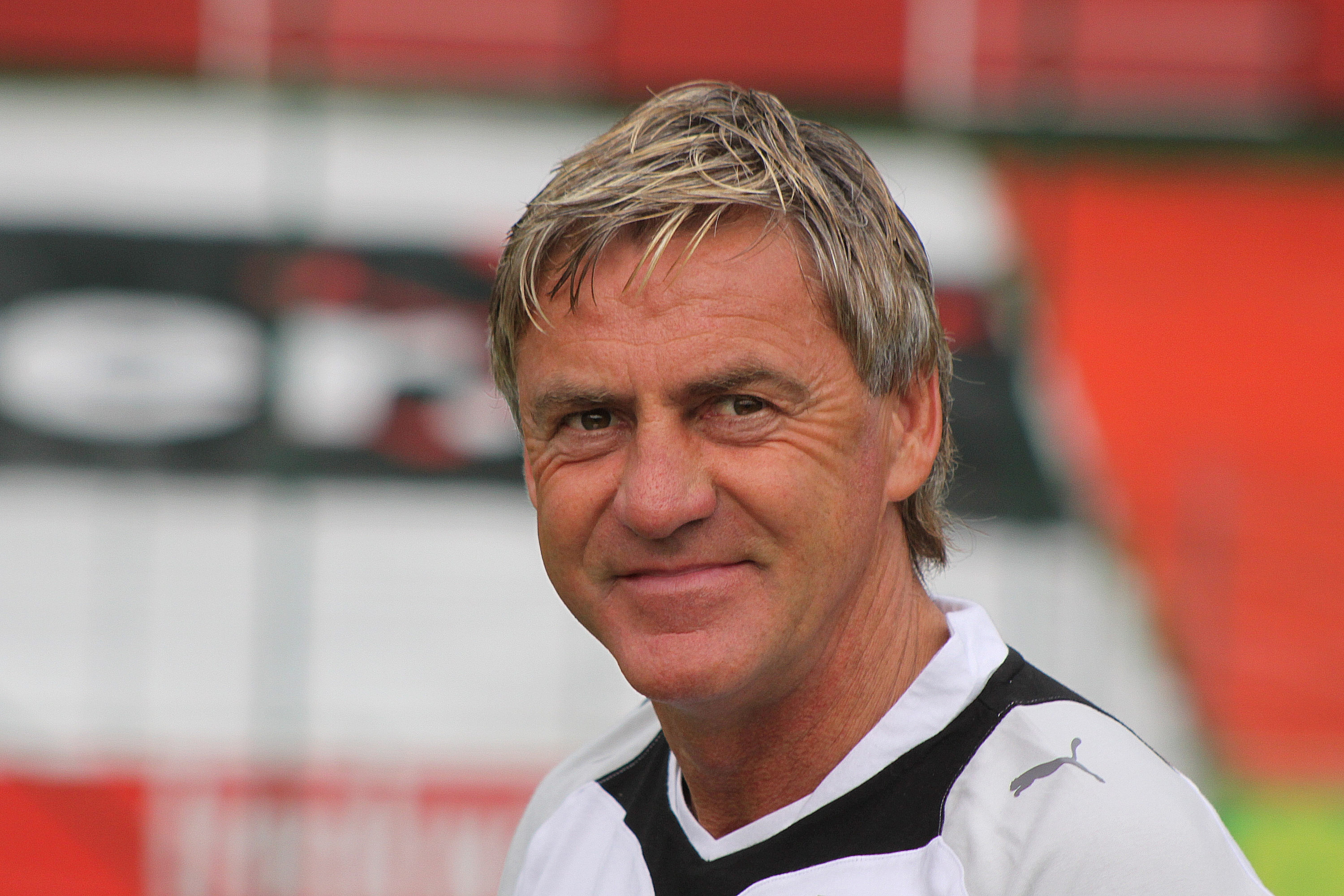
Walter Schachner